# Bynderica (schronisko)
Bynderica (bułg. Бъндерица) – schronisko turystyczne w Bułgarii, położone w paśmie górskim Piryn na wysokości 1810 m n.p.m., nad lewym brzegiem rzeki Bynderica, 14 km od Bansko.
Schronisko to zostało wybudowane w 1915 roku przez cara Ferdynanda I Koburga. Budynek służył także jako przechowalnia nasion sosny bośniackiej. Po wojnie budynek został zaniedbany. W 1926 roku schronisko zostało oddane firmie Ełtepe, która przez 1930-1931 rok odremontowała schronisko. W 1980 roku w miejscu starego budynku powstał nowy, większy budynek.
Obecnie schronisko Bynderica posiada 230 miejsc, a w pobliżu działa dodatkowo pole namiotowe.
Ze schroniska prowadzi , a następnie  szlak turystyczny na Wichren. Inny  szlak prowadzi z Banska do schroniska Wichren.